# 小樽商科大学出版会
小樽商科大学出版会（おたるしょうかだいがくしゅっぱんかい）は、小樽商科大学の学内に設置されている出版会。

## 概要
2007年（平成19年）12月19日、小樽商科大学出版会は大学の教育研究とその成果の発表を助成し、教育研究活動の推進とその向上を図り、社会へ還元、寄与するために設立された。
出版会の会長は大学の学長が兼任する学内組織の一部である。
出版会の運営は、「国立大学法人小樽商科大学出版会運営委員会」（以下、「運営委員会」）が運営を行う。運営委員会は、理事（総務・財務担当副学長）を委員長とし、会長が指名する若干名の委員で構成されている。
運営委員会は、学内から公募された企画提案書に基つき、出版計画を審議・決定・実施します。刊行予算が研究成果刊行経費に依る場合は、研究推進会議の採択事業審議・決定を受けてから刊行を実施することになる。
刊行計画が承認・決定された後、応募者と大学間で出版契約を締結し、又、製造販売元と大学間で製造請負契約及び販売委託契約を締結した後、販売を行っていく。
2018年4月以降はグローカル戦略推進センター研究支援部門が運営している。
2021年（令和3年）から、外国語書籍の出版及び海外での流通を希望する場合や、グローカル戦略推進センター研究支援部門運営会議において、出版物の内容等により出版社を限定せざるを得ないと判断された場合等には、グローカル戦略推進センター研究支援部門による出版支援を受けることになった。

## 所在地
- 〒047-8502　北海道小樽市緑3丁目5番21号